# NGC 2008
NGC 2008 (również PGC 17480) – galaktyka spiralna (Sc), znajdująca się w gwiazdozbiorze Malarza. Odkrył ją John Herschel 27 grudnia 1834 roku.